# Springtime in the Rockies (film 1937)
Springtime in the Rockies è un film del 1937 diretto da Joseph Kane.
Dalla sceneggiatura di Gilbert Wright e Betty Burbridge è stato tratto un secondo film nel 1945, dal titolo Utah, diretto da John English.

## Trama
Gene Autry, caposquadra del Knight Ranch, scopre che l'allevatore Jed Thorpe sta portando pecore nella sua zona. Gene si precipita al ranch di Thorpe e lo convince a desistere, preoccupato che Thad Morgan, allevatore di bestiame che in passato ha avuto problemi finanziari, possa tentare di uccidere Thorpe.
Qualche tempo dopo, Sandra Knight eredita il Knight Ranch dal suo defunto zio; arriva in città con tre amiche, che hanno studiato zootecnia con lei alla scuola di agraria. Gene cerca di dissuadere Sandra dall'allevare pecore nella zona, acquistate da Briggs, spiegandole che mangiano l'erba fino alla radice in modo che non possa ricrescere, ma Sandra non lo ascolta. Invece di portarla al suo ranch, Gene le mostra il suo terreno roccioso e la sua capanna sgangherata, dicendole che è il suo ranch. Quella notte, mentre le ragazze cercano di dormire, l'amica di Gene, Frog Millhouse, emette versi di animali selvatici per spaventare le ragazze e indurle ad andarsene il giorno successivo. Il giorno seguente, Gene e Sandra vanno a cavallo e si imbattono nella casa e nella terra che in realtà è proprietà della ragazza. Gene, che si sta innamorando di Sandra, è sul punto di dirle la verità quando lei gli dice che vuole affittare il terreno roccioso per le sue pecore.
Quando Morgan viene a sapere delle pecore nel ranch di Gene, va lì con l'intenzione di sparargli, ma Gene riesce a fermarlo e accetta la richiesta dello sceriffo di rimuovere le pecore dalla zona entro ventiquattr'ore. Quando Gene nota che Frog applica il mercurocromo su una ferita, gli viene l'idea di dipingere le pecore in modo che sembrino avere l'afta epizootica.
Briggs scopre che Sandra crede di possedere il ranch di Gene, le fa un'offerta molto bassa rispetto all'attuale valore di mercato, ma Sandra accetta perché convinta che il suo gregge è malato.
Inoltre, Briggs racconta a Sandra dello stratagemma di Gene: irritata, Sandra lo licenzia. Poco dopo, Gene ferisce Morgan con la pistola caricata a sua insaputa da Thorpe. Gene viene così arrestato. Frog lo aiuta a scappare e Gene insegue Briggs fino al capoluogo della contea per strappargli l'atto di vendita del ranch di Sandra. Lo sceriffo viene informato che Morgan, dopo aver ripreso conoscenza, ha identificato Thorpe come il vero responsabile dello sparo. Risolti i problemi con la giustizia, Gene e Sandra possono vivere felicemente nel loro ranch.

## Produzione

### Riprese
Le riprese del film sono state effettuate in California, tra Garner Valley, Keen Camp e Palm Springs.